# Sipeed
Sipeed est une entreprise concevant des systèmes informatique autour d'architectures libres et basée à Shenzhen, en Chine.
Elle produit principalement des cartes IoT, mais également, quelques SBC et cartes de développement se basant sur des SoC d'architecture RISC-V.
Les schémas électroniques des cartes proposées par la société sont en accès libre. Les cartes sont généralement fabriquées par Seeed Studio, une société de fabrication et assemblage de Circuit imprimé (PCB), également basé à Shenzhen.

## Cartes basées sur un microcontrôleur RISC-V
Le Longan Nano sorti en août 2019, utilise un SoC GD32Vf103 dont le processeur est cadencé 108 MHz de GigaDevice. Celui-ci est basé sur le cœur RISC-V open-source Humming E203 (ou Bumblebee core) de Nuclei, la carte peut se programmer par USB, comporte un lecteur de carte microSD et un écran et un boîtier en option. Elle permet de faire fonctionner RT-Thread, LiteOS, et d'être programmée avec Arduino, PlatformIO, GCC ou OpenOCD. Il permet alors d'abaisser le coût d'acquisition d'une carte de développement RISC-V,. Cette carte peut être programmée en langage assembleur, en l'utilisant bare metal à l'aide de l'assembleur en python, Bronzebeard ou bien en langage Rust.

### Série Maix

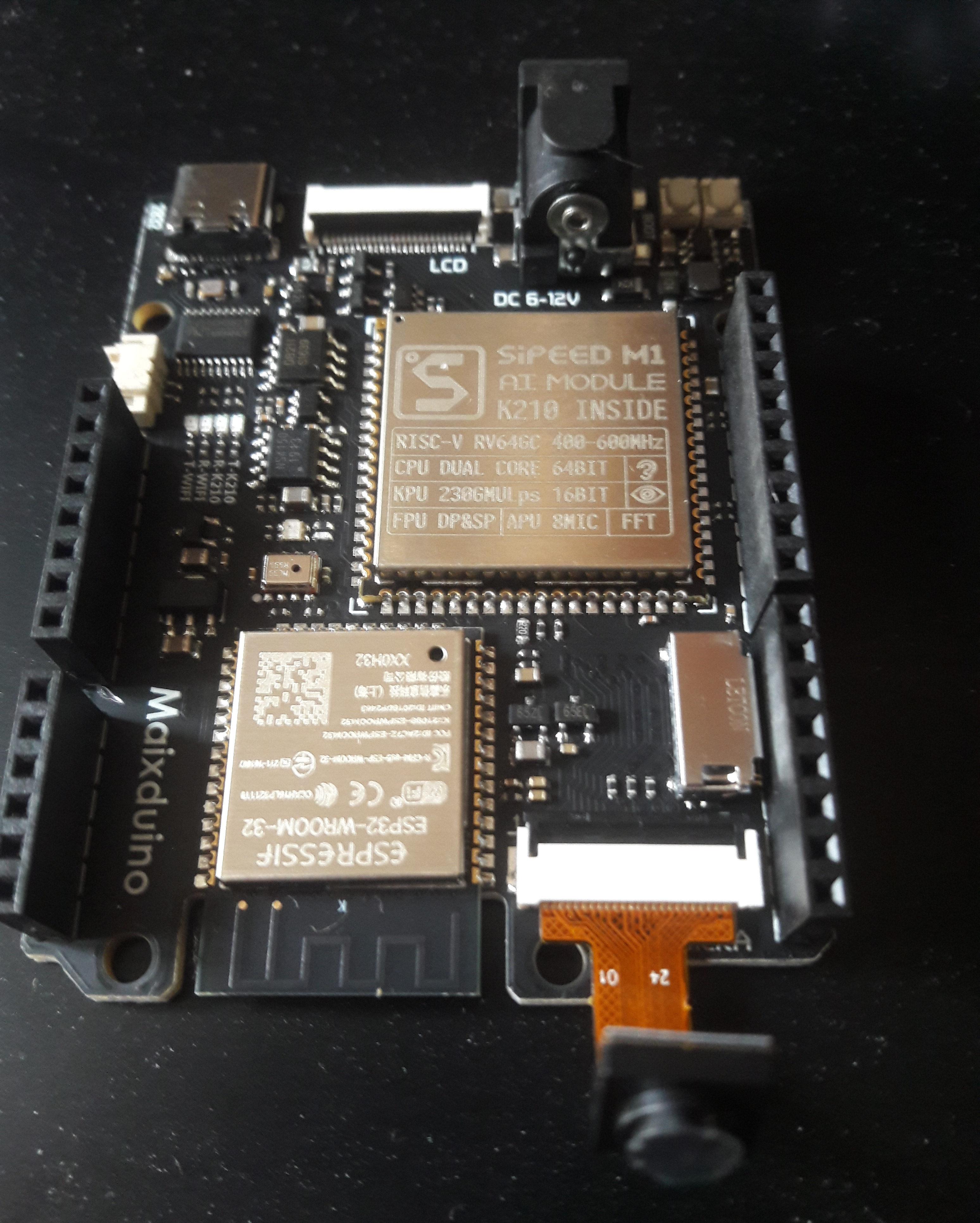
Carte Maixduino basée sur un SoC Kendryte K210 nommé SiPeed M1 AI module, et un ESP32

La série Maix est centrée autour du module Sipeed M1 de 72 broches. Celui-ci, tourne autour d'un SoC Kendryte K210, comportant 2 cœurs RISC-V 64 bits RV64GC, pouvant être cadencé de 400 à 600 MHz, et d'un module AI. 8 Mo de SRAM sont disponibles, dont 6 généraux et 2 réservés à la puce d'AI et une ROM AXI (en) pour charger le programme utilisateur en SPI depuis la flash. Le module comporte également un processeur audio, et des accélérateurs FFT, AES et SHA256,.
Ces cartes sont accompagnées d'un SoC ESP32 permettant notamment les communications sans fil.
La carte peut être programmée à l'aide de  PlateformIO, pour le SDK Arduino, ou le SDK de Kendryte sur FreeRTOS ou en bare metal (Standalone).
Il est également possible de développer en MicroPython sur cette plateforme, en s'aidant par exemple de l'IDE uPyCraft, et d'utiliser les outils de reconnaissance faciale du SDK Kendryte.
Ce SoC est également utilisé dans le Seeed Studio Grove AI HAT, mais est plus efficace comme microcontrôleur autonome et programmable avec l'environnement de développement Arduino.
La carte MaixDuino, a un format compatible avec les cartes Arduino, permettant de réutiliser ses cartes filles (shield).
La carte Sipeed Maix-II se présente sous la forme d'un système sur module (SOM).

### Debug et JTAG

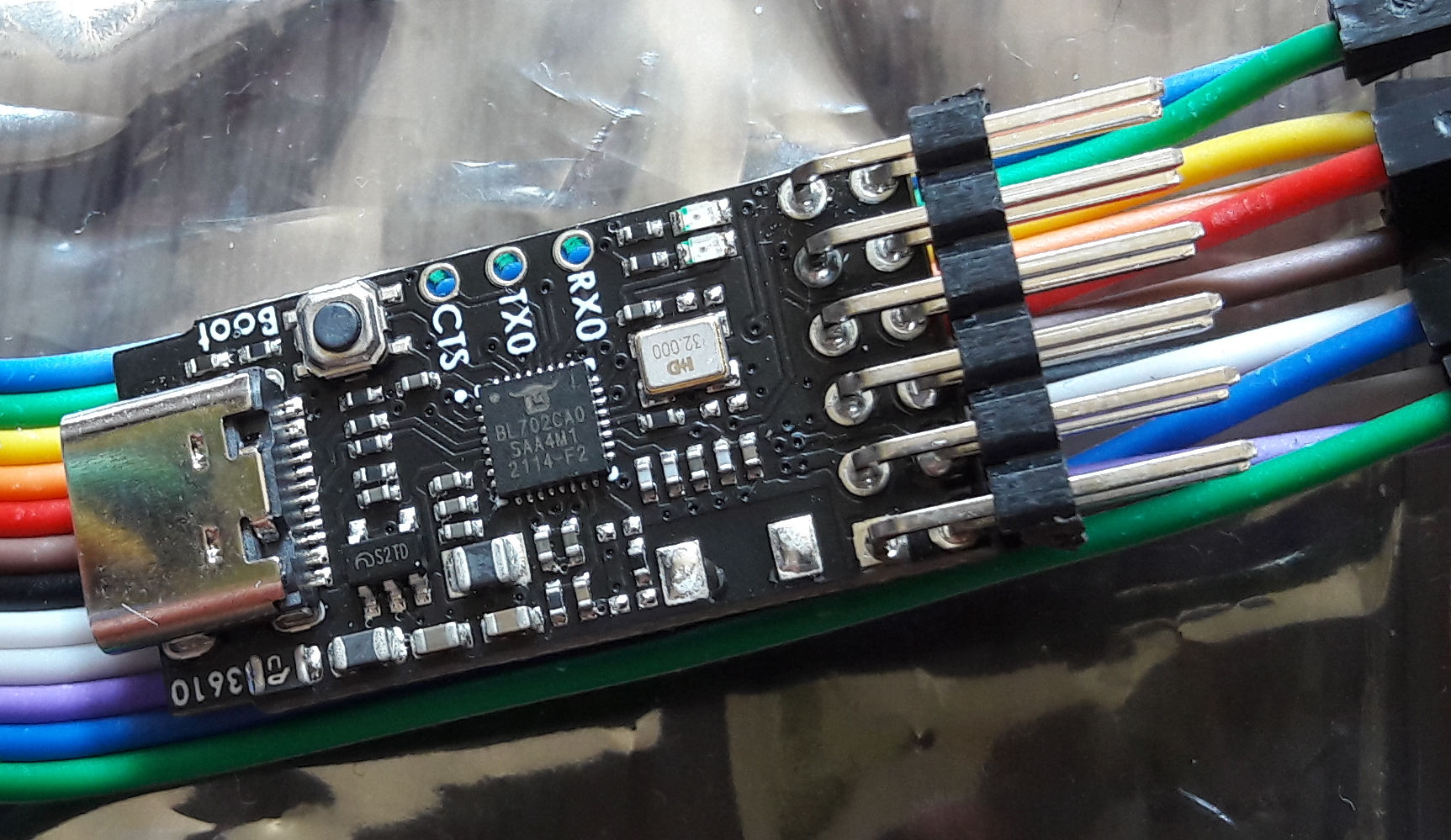
Sipeed RV-Debugger et son SoC Bouffalo BL702

Le RV-Debugger est un débogueur JTAG et UART, basé sur le SoC d’architecture RISC-V, Bouffalo Lab BL702.

## Cartes basées sur un microprocesseur RISC-V

### AllWinner D1

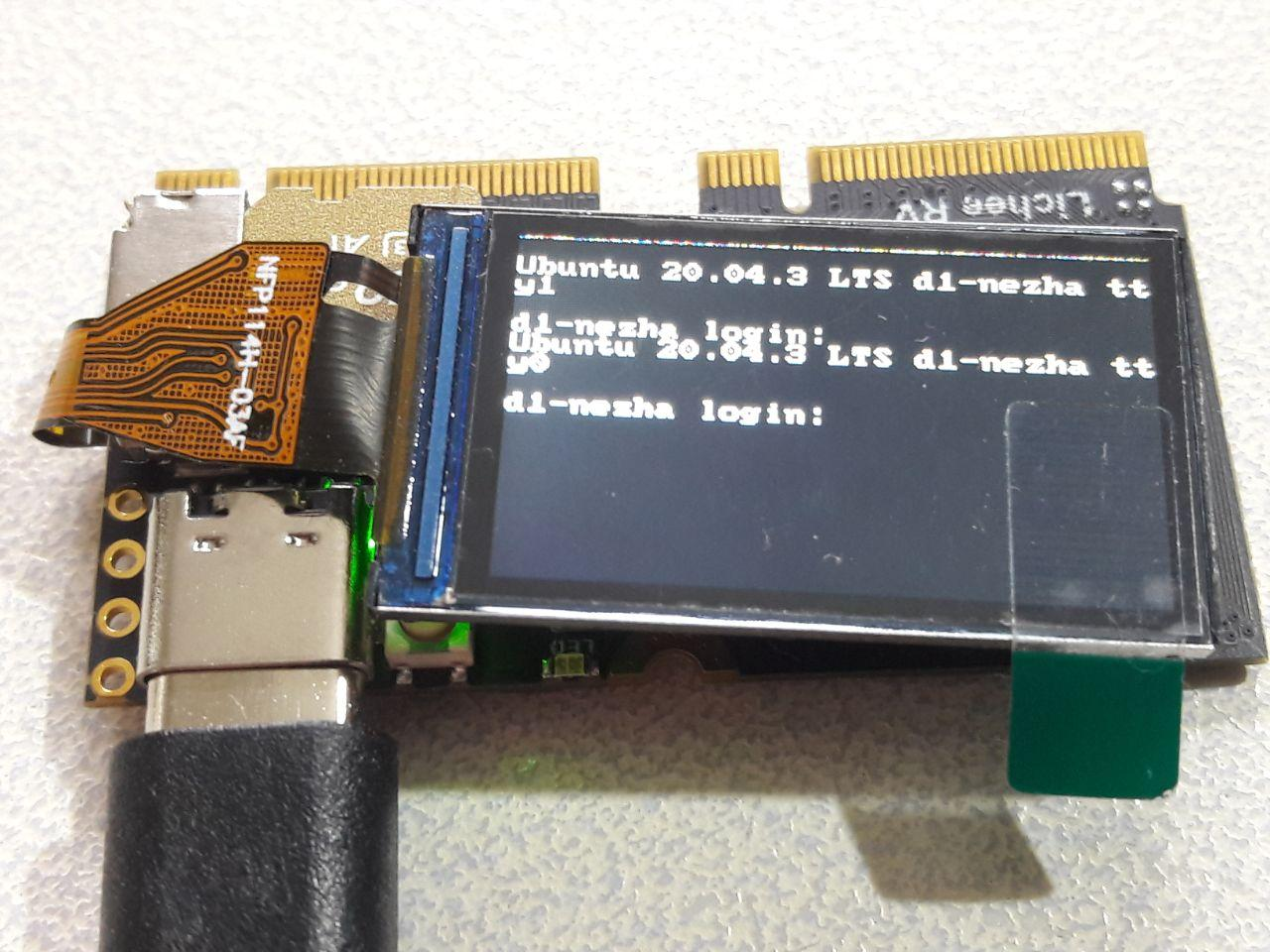
Carte SoM LicheeRV avec son écran optionnel ayant démarré sous GNU/Linux Ubuntu 20.04 en janvier 2022

La carte Nezha est une carte utilisant un SoC Allwinner D1 basé sur des processeurs 64 bits open source, Open XuanTie d'architecture RISC-V. Les sources du processeur, en Verilog, sont disponibles sur Github. Le nom de cette carte fait référence à Nezha, un enfant de la mythologie chinoise. En novembre 2021, lance LicheeRV, une carte de type system on module (SOM) utilisant 2 connecteurs M.2 B-key, avec écran intégré, embarquant ce SoC. Ce SOM comporte 512 Mo de RAM DDR3 et lecteur de carte microSD et également un port USB OTG,,.

### Lichee Pi 4A

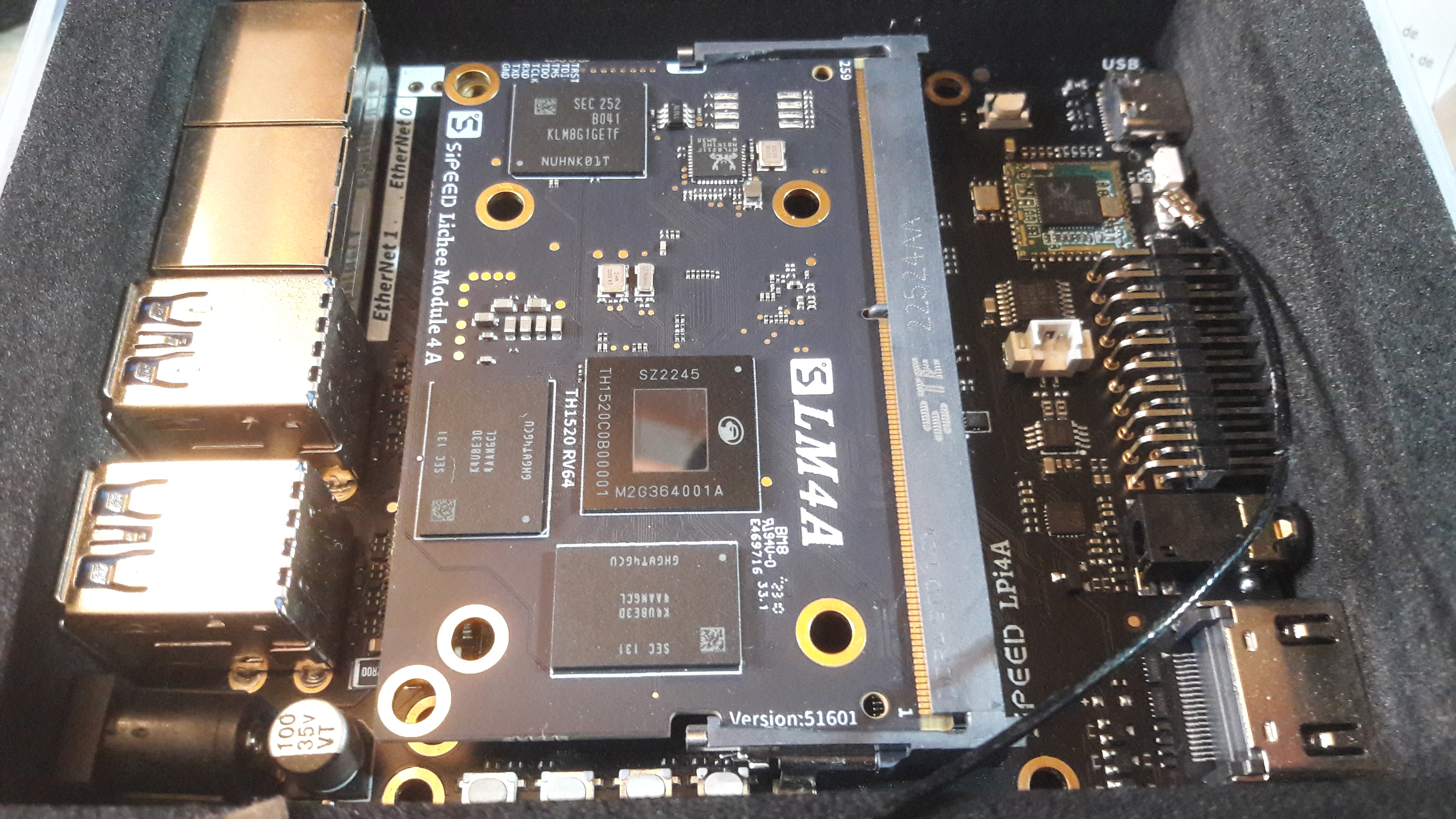
Sipeed Lichee Pi 4A, sortie en mai 2023. Le SoC RISC-V est situé sur la carte fille ce qui permet une mise à jour, ou une réutilisation dans d'autres équipements.

La carte Lichee Pi 4A, est la première de la marque à comporter un SoC comportant un GPU 3D. Il s'agît d'un SoC T-Head TH1520, comportant 4 cœurs RV64GC Xuantie C910, épaulé par un cœur RV64 C906 pour le DSP, et un microcontroleur RV32 E902, dans le système AON, ainsi que d'un NPU à 1GHz, fournissant 4 TOPS @ INT8 et supportant Tensorflow, ONNX et Caffe. La carte est, à sa sortie, livrée avec Debian et est compatible Android,.

#### Console de jeu
Sipeed propose en décembre 2023 la « Lichee Pocket 4A » première console de jeu basée sur l'architecture RISC-V. Il s'agit d'une console portable, basée sur le SoC TH1520 de T-Head, comme pour sa carte Lichee Pi4a.

### Carte mixte microprocesseur et microcontrôleur

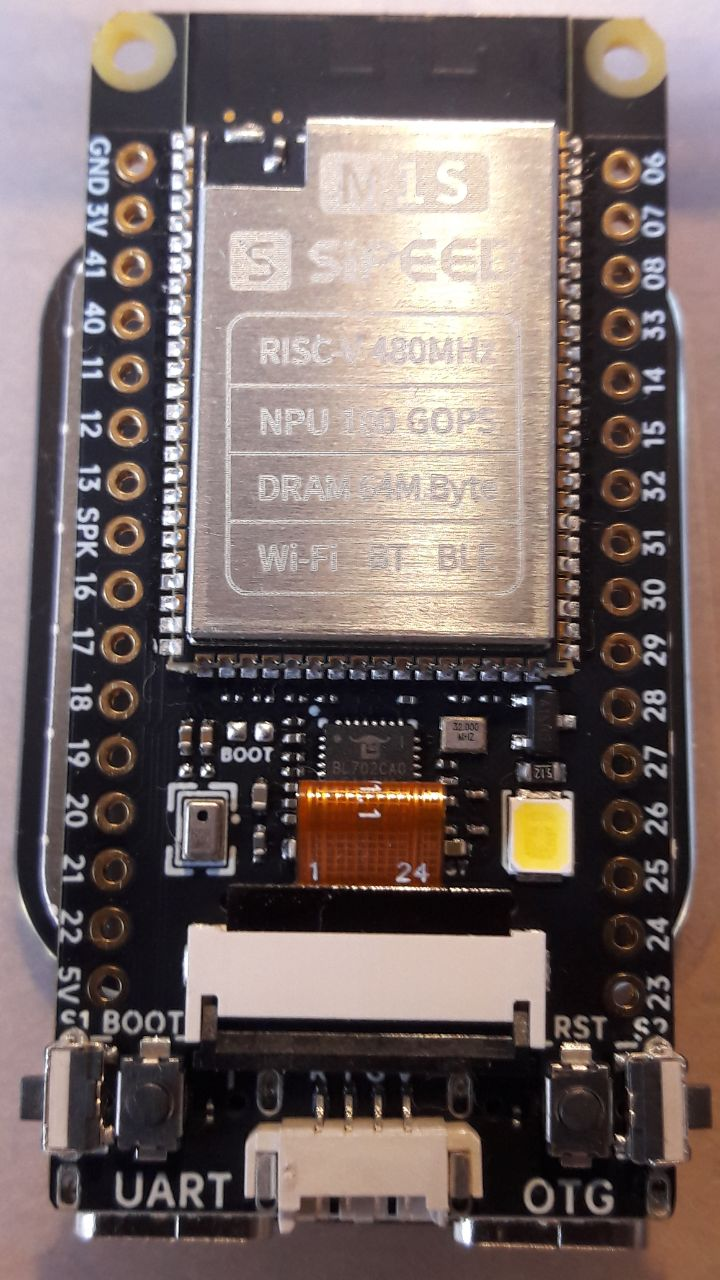
M1s Dock

La carte M0s utilise un Bouffalo BL616, ajoutant le support des réseaux sans fil Wi-Fi 6, BT BLE, Zigbee, Thread et Matter.
Au même moment Sipeed sort la carte M1s Dock, qui utilise un SoC un Bouffalo BL808 plus performant, comportant deux microcontrôleurs RISC-V 32 bits , un  T-Head E902 à 160 Mhz et un T-Head E907 à 320 Mhz compatible RTOS, ainsi qu'un microprocesseur RISC-V 64 bits T-Head C906 à 480 Mhz compatible avec le noyau Linux et une unité de réseau neuronal. Il supporte également les réseaux sans fil WiFi 4, Bluetooth 5 et Zigbee. Au niveau de la mémoire, il comporte 768 Ko de SRAM + 64 Mo UHS PSRAM et 16 Mo de stockage flash et un lecteur de carte micro SD, il comporte 2 port USB-C pour communiquer dont l'un permet 2 connexions séries, tous les deux open sources. Un SoC Bouffalo BL702 utilisant également un core RISC-V RV32 permet de faire notamment les communications USB-série et comporte sa propre mémoire programmable.

### Carte mixte RISC−V et ARM
La SBC LicheeRV Nano est une série de cartes basées sur les SoC Sophgo SG2002 et SG2000, dont chaque version est spécialisée dans certaines tâches, le Sophgo peut fonctionner soit avec son processeur ARM A53, soit avec son processeur RISC-V C906. Les cartes fonctionnent avec différents options, dont entre autres, Wi-Fi 6 ou 10/100M pour le réseau, caméra et écran LCD.

## FPGA
La carte Lichee Tang utilise un FPGA AnLogic EG4S20.
Tang Nano, utilise un SoC FPGA Gowin GW1N-1-LV, comportant 1152 cellules logiques, et le Tang Nano 4K, un GW1NSR-LV4C avec 4608 cellules logiques, comportant un contrôleur ARM Cortex-M3, et ajoutant un SoC Bouffalo Lab BL702 d'architecture RISC-V pour les communications USB vers série et JTAG. Les bitstream des cartes se font via l'outil de Gowin, et peuvent être transférées sur la carte à l'aide d'OpenFPGALoader. Le projet Apicula (ou Apycula), au sein du projet Yosys, vise à créer, par ingénierie inverse, des outils ouverts pour la génération du bitstream des FPGA de Gowin. Apicula supporte les séries gw1n1, gw1n9, gw1n4, gw1ns2 et gw1ns4. Le Gw1nSR-4C depuis le 15 décembre 2021.
Il existe également une version nano 9K avec environ 9 000 LUT et Nano20K avec environ 20 000 LUT. Une seconde version du Nano 20K devrait utiliser le SoC plus avancé, Bouffalo BL616, qui se base également sur du RISC-V 32 bits, mais supportant également de base les réseaux sans-fil, Wi-Fi6, BT LTE et Zigbee.
La Tang Mega 138K, sortie en octobre 2023, est un modèle plus haut de gamme, comportant un FPGA GoWin GW5AST, comportant 138 portes logiques, ainsi qu'un SoC RISC-V AE350 à 800 MHz, 4 bus PCI 3.0, un DVI Tx et un Rx, 2 ports réseau optiques SPF et un port ethernet Gigabit en RJ45.
La Tang Primer 25K, sortie début 2024, utilise un GoWin GW5A-LV25MG121, comportant 23 040 cellules logiques de type LUT 4.

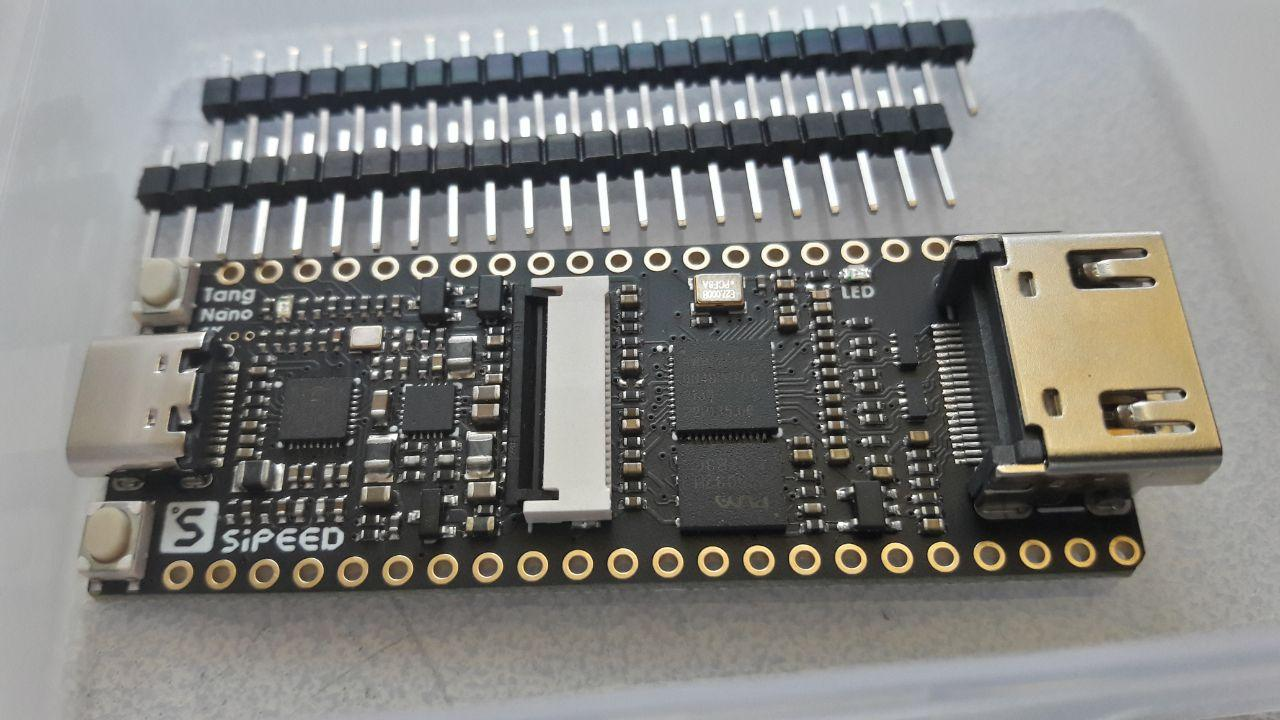
Carte FPGA Tang Nano 4K
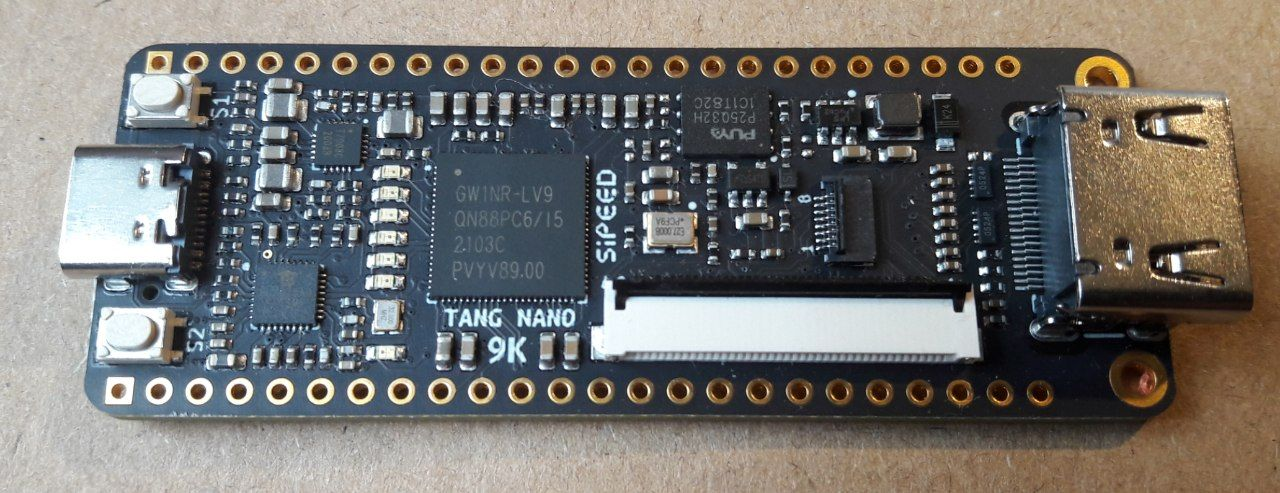
Carte FPGA Tang Nano 9K

## KVM et IPMI
Le NanoKVM-PCIe est une solution de KVM et IPMI basé sur le même SoC RISC−V Sophgo SG2002 que le LicheeRV Nano, mais se branche sur un port PCIe qui permet de l'alimenter via PCIe 3.3V aux que l'ordinateur soit allumé ou arrêté. Il peut également être alimenté par PoE, ses deux ports USB-C et le connecteur 9 pin 2.54, permettant de contrôler l'état et alimentation de la carte mère. Il peut être contacté à l'aide de son port ethernet 100/10Mb et de son WiFi-6.